# Piccola sporca guerra
Piccola sporca guerra (No habrá más penas ni olvido) è un film del 1983 diretto da Héctor Olivera.

## Riconoscimenti
- 1984 - Festival internazionale del cinema di Berlino
  - Orso d'argento